# Phytosciara pentadactyla
Phytosciara pentadactyla är en tvåvingeart som beskrevs av Heikki Hippa 1991. Phytosciara pentadactyla ingår i släktet Phytosciara och familjen sorgmyggor.
Artens utbredningsområde är Myanmar. Inga underarter finns listade i Catalogue of Life.